# Spaniens kongress
Spaniens kongress eller deputeradekammare (spanska: Congreso de los Diputados, 'Deputeradekongressen') är underhuset i Cortes Generales, Spaniens lagstiftande församling. Kongressen har 350 ledamöter, vilka väljs i allmänna val i valkretsar som utgörs av Spaniens provinser.
Mandaten fördelas enligt d’Hondts metod i proportion till utfallen i valkretsarna. Ledamöterna väljs för fyra år. Debatterna i deputeradekammaren leds av dess talman.

## Namn
Spaniens underhus har olika namn på landets olika språk:
- Congrés dels Diputats (katalanska)
- Congreso de los Diputados (spanska)
- Congreso dos Deputados (galiciska)
- Diputatuen Kongresua (baskiska)

## Sammansättning och funktion
Enligt 1978 års spanska författning har Spanien ett bikameralt parlamentariskt system. De båda kamrarna representerar var och en hela Spanien, men de utövar makten på olika nivåer. Kongressen har enligt författningen en serie av skyldigheter och befogenheter som visar på dess större makt. Kongressen auktoriserar regeringsbildningen, kan avsätta regeringen och är först i att handlägga lag- och budgetförslag. Dessutom måste man bekräfta/avslå relaterade tillägg eller veton som senaten kan godkänna.
Författningen säger att kongressen ska ha minst 300 och som mest 400 ledamöte. Enligt den gällande vallagen (från 1985) är antalet ledamöter fastställt till 350. De deputerade väljs i allmänna val, där valdistriktet är lika med provinsen. Varje provins motsvarar minst två deputerade, och därutöver fördelas mandat efter provinsens invånarantal. Ceuta och Melilla står för en deputerad vardera.
De deputerade utses enligt ett proportionerligt system (d’Hondts metod).
Kongressens ledamöter väljs för en fyraårsperiod. Dessförinnan kan kongressen upplösas för ett nytt, förtida val.
I kongressen bildar de olika ledamöterna (deputerade) parlamentariska grupper. Dessa kan bestå av ledamöter från ett eller flera partier. En grupp bestå av minst 15 deputerade; om ett parti fått minst 5 procents röstandel i hela landet eller minst 15 procent i det aktuella röstdistrikten måste gruppen bestå av minst 5 deputerade. Ledamöter från partier som inte kan skapa en egen grupp bildar den Blandade gruppen (spanska: Grupo mixto).

## Historik
Allmänna val har i Spanien(fram till och med hösten 2019) arrangerats tolv gånger sedan Francisco Francos död och återgången till demokrati.

### Talmän
Följande personer har fungerat som talman i kongressen sedan 1975:
- 1975–77 – Torcuato Fernández Miranda Hevia, duque de Fernández Miranda, FET y de las JONS
- 1977–79 – Fernando Álvarez de Miranda, UCD
- 1979–82 – Landelino Lavilla, UCD
- 1982–86 – Gregorio Peces-Barba, PSOE
- 1986–96 – Félix Pons, PSOE
- 1996–2000 – Federico Trillo-Figueroa, PP
- 2000–04 – Luisa Fernanda Rudi, PP
- 2004–08 – Manuel Marín, PSOE
- 2008–11 – José Bono, PSOE
- 2011–16 – Jesús Posada, PP
- 2016–16 – Patxi López, PSOE[9]
- 2016–19 – Ana Pastor, PP[10]
- 2019–nu – Meritxell Batet, PSOE[11]

### Sammansättningen efter valet 28 april 2019
Efter parlamentsvalet den 28 april 2019 (ett nyval) består kongressen av följande åtta grupper:
- PSOE (123) (+38 jämför med valet 2016)

- Partido Popular (66) (–71)
- Ciudadanos (57) (+25)
- Podemos (42) (–29)
- Vox (24) (+24)
- ERC (15) (+6)
- Baskiska nationalistpartiet (6) (+1)
- Blandad (17)

Valet innebar att PSOE gick kraftigt framåt, och valet bekräftade PSOE:s stärkta roll efter Pedro Sánchez tillträde som premiärminister ett knappt år tidigare. Även det center-höger-inriktade Ciudadanos gjorde ett starkt val, och Vox tog sig in i kongressen som det första högerextrema partiet sedan Francisco Francos dagar. Bland de mindre partierna växte katalanska ERC, medan JuntsxCat gick tillbaka i samma utsträckning. De stora förlorarna var Partido Popular och Podemos, vilka uppemot eller över hälften av sina tidigare mandat; PP gjorde härmed det sämsta parlamentsvalet i sin historia.
Vid samma parlamentsval nådde PSOE egen majoritet i Senaten. Därmed skaffade partiet sig den kontrollroll (i konstitutionella frågor) som PP hade före valet.
Valet utlystes efter att Pedro Sánchez misslyckats med att bilda regering, efter förlorat stöd från de katalanska ERC och JuntsxCat i frågan om statsbudget. Samtidigt pågick i Spaniens högsta domstol rättegången mot de fängslade katalanska separatistpolitikerna.

### Historisk sammansättning

Deputeradekammaren efter valet 1977.
Efter valet 1979.
Efter valet 1982.
Efter valet 1986.
Efter valet 1989.
Efter valet 1993.
Efter valet 1996.
Efter valet 2000.
Efter valet 2004.
Efter valet 2008.
Efter valet 2011.
Efter valet 2015.
Efter valet 2016.
Efter valet i april 2019.